# Citroën

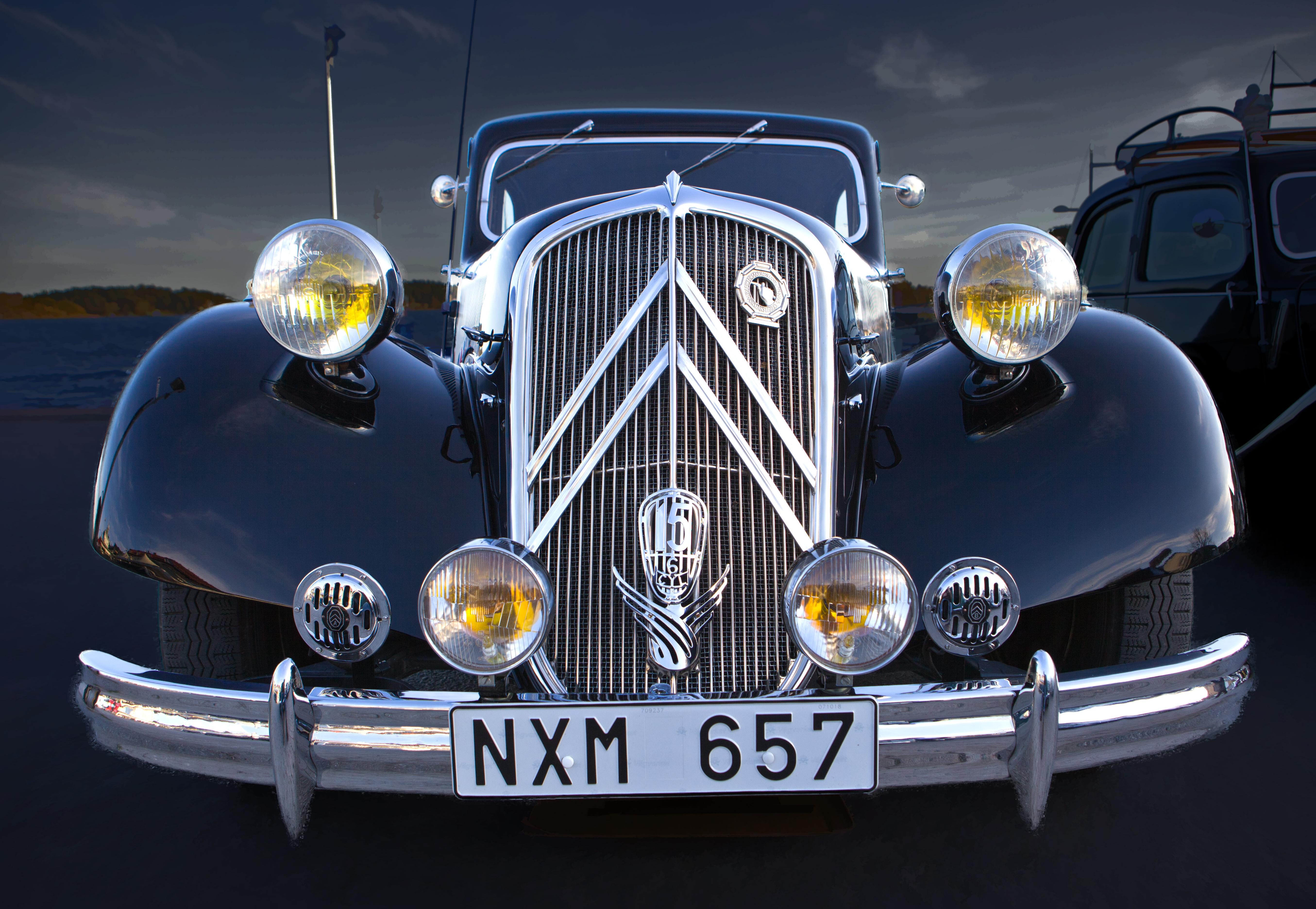
Citroën från 1940-talet i Vaxholm 2012

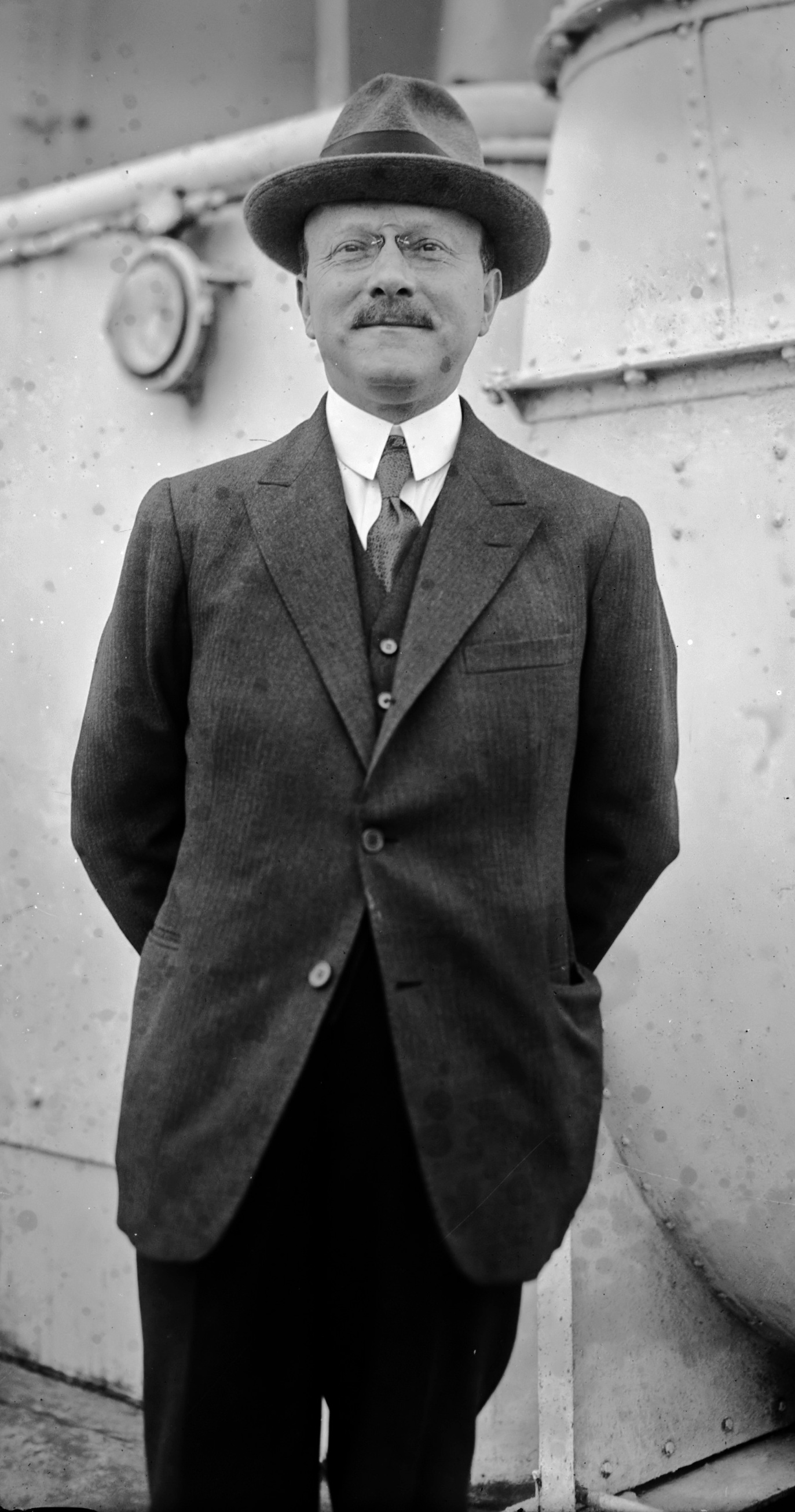
André Citroën.

Citroën (franskt uttal: [sitʁɔɛn] ( lyssna)) är ett franskt bilföretag, grundat 1919 av ingenjören André Citroën (1878–1935).
Citroën har traditionellt tagit fram egensinniga och mycket tekniskt avancerade bilar, kanske bäst manifesterat genom den gashydrauliska fjädringen. För många är Citroën nog mest känt för sin lite annorlunda design. Citroën fick i början av 1970-talet stora ekonomiska problem och köptes upp av Peugeot och blev en del av PSA Peugeot Citroën. Bilarna har under senare år blivit betydligt mer konventionella jämfört med företagets tidigare excentriska skapelser. Citroën ingår sedan januari 2021 i koncernen Stellantis.
Citroën har haft stora framgångar i rally och bland annat vunnit Dakarrallyt och rally-VM.

## Historia

### Citroëns tidiga år
André Citroën skaffade under en resa i moderns hemland Polen tillverkningslicensen för en speciell kuggtyp som gav säkrare kugghjul. Kugghjulstypen kallas pilkugg och är vinkelskurna på ett sätt som gör dem självcentrerande och samtidigt tystgående. Uppfinningen blev sedan logotypen för Citroën. 
1908 hjälpte André Citroën biltillverkaren Mors att kraftigt utöka produktionen. 1912 besökte han Henry Ford och studerade tillverkningen i Fordfabriken. 1919 startade han tillverkning av bilar under det egna namnet. Citroën var den förste som förde över Fords principer för massproduktion till europeisk bilproduktion. 
Citroën tillverkade artillerigranater för Frankrikes armé i sin fabrik i Quai de Javel (Quartier de Javel) i Vaugirard, Paris under första världskriget. Efter krigsslutet ställde Citroën om produktionen till biltillverkning istället och i juni 1919 presenterades den första modellen Type A. Priset sattes till 7 950 francs. Efterkrigsinflationen tvingade snart Citroën att höja priset till 12 500 francs men Citroën var fortfarande den billigaste bilen på marknaden med god marginal.
Köpet av Clément-Bayard 1922 gav ytterligare en fabrik i Levallois-Perret. Här tillverkades bland annat 2CV i fyrtio år fram till 1988.

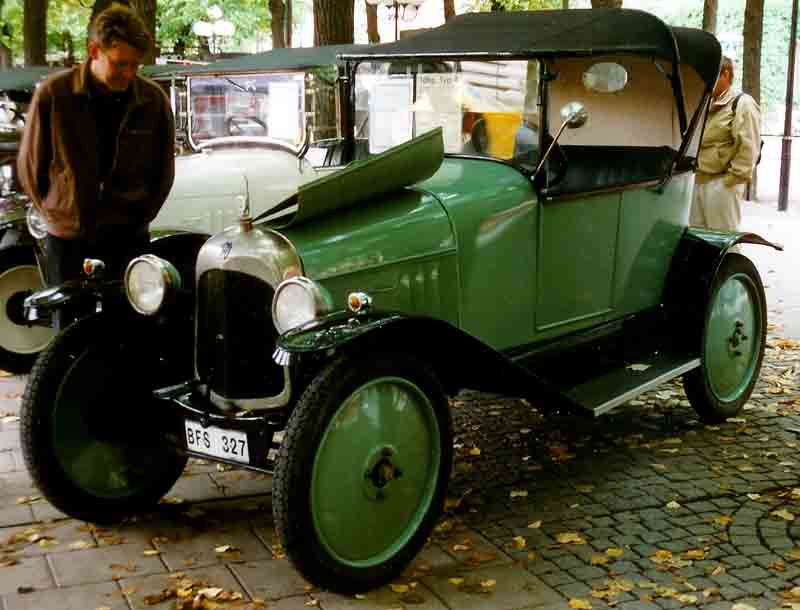
Citroën Type A Torpedo 1919
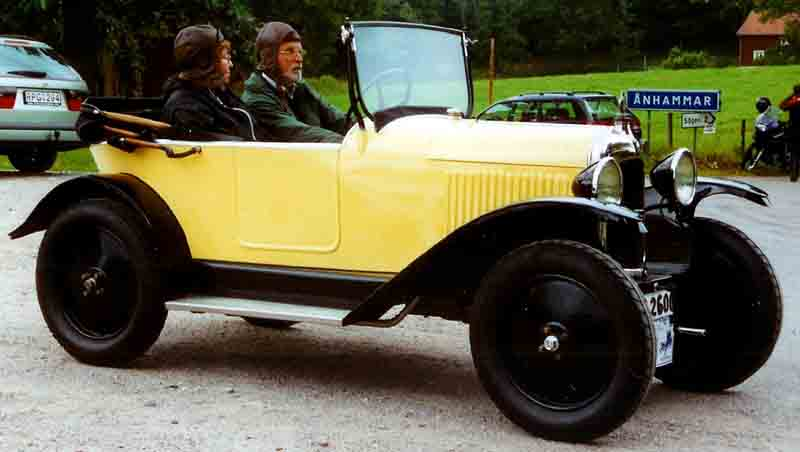
Citroën 5 CV Typ C2 Torpedo 1923
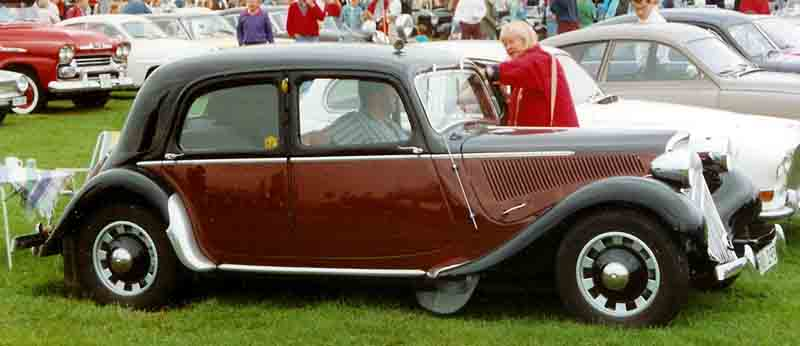
1934 presenterades Traction Avant 11CV

Adolphe Kégresse var anställd på Citroën under 1920- och 1930-talen för att utveckla halvbandvagnar med Kégresseband, som producerades av Citroën som Citroën-Kégresse. Under 1920-talet genomförde Citroën flera uppseendeväckande långresor för att visa på bilarnas tillförlitlighet. Bland annat korsades Sahara mellan Touggourt och Timbuktu.
1926 öppnades den första fabriken utanför Frankrike i Bryssel i Belgien. Tillverkningen fortsatte fram till 1980.

### Traction Avant
Under 1930-talet kom Citroëns första storsäljare, den framhjulsdrivna Citroën Traction Avant som skapades av André Lefèbvre och Flaminio Bertoni. Denna bil var mycket modern, med framhjulsdrift, låg tyngdpunkt och goda vägegenskaper, och tillverkades till 1955. Utifrån Traction Avant skapades en lätt lastbil, Citroën TUB (Traction Utilitaire Basse). 
Företagets ekonomiska situation var  allt annat än bra och Michelin köpte koncernen 1934. När Michelin tog över som ägare utsågs Pierre Michelin till ny vd. Pierre Boulanger blev vice vid och ansvarig för Citroëns avdelning för utveckling och formgivning. 1936 initierade han projektet TPV som utvecklades till 2CV som presenterades 1948. 1937 utsågs Pierre-Jules Boulanger till ny vd efter Michelins bortgång. Boulanger omkom i en bilolycka 1950 och efterträddes av Robert Puisseux både som chef för Michelin och Citroën. 
Fabriken vid Quai de Javel i Paris bombades under andra världskriget och återuppbyggdes. Fabriken var Citroëns huvudfabrik fram till 1975. Den revs fram till 1984 och sedan 1992 finns en stor park, Parc André-Citroën, som fått sitt namn efter André Citroën på platsen. Även Quai de Javel har döpts om, till Quai André Citroën.

### 2CV och DS
1948 kom den franska folkbilen Citroën 2CV som skulle komma att tillverkas under fyra årtionden. 2CV var enkelt men sinnrikt konstruerad, med en 375 kubik luftkyld boxermotor på nio hästkrafter. Det sägs att grundkraven för modellen var att kunna transportera fyra personer, vara bränslesnål och ha så mjuk fjädring att en bonde skulle kunna köra en korg ägg tvärs över en nyplöjd åker utan att äggen skadades. Bilen fick en mycket mjuk fjädring, bestående av en enda längsgående lång spiralfjäder per sida, och kopplad till hjulupphängningen med länkage. Modellen blev en storsäljare över hela världen och en självklar del av den franska stadsbilden. Genom åren skede flera moderniseringar. Den fanns bland annat en 2-motorig och 4-hjulsdriven variant kallad 2CV Sahara.

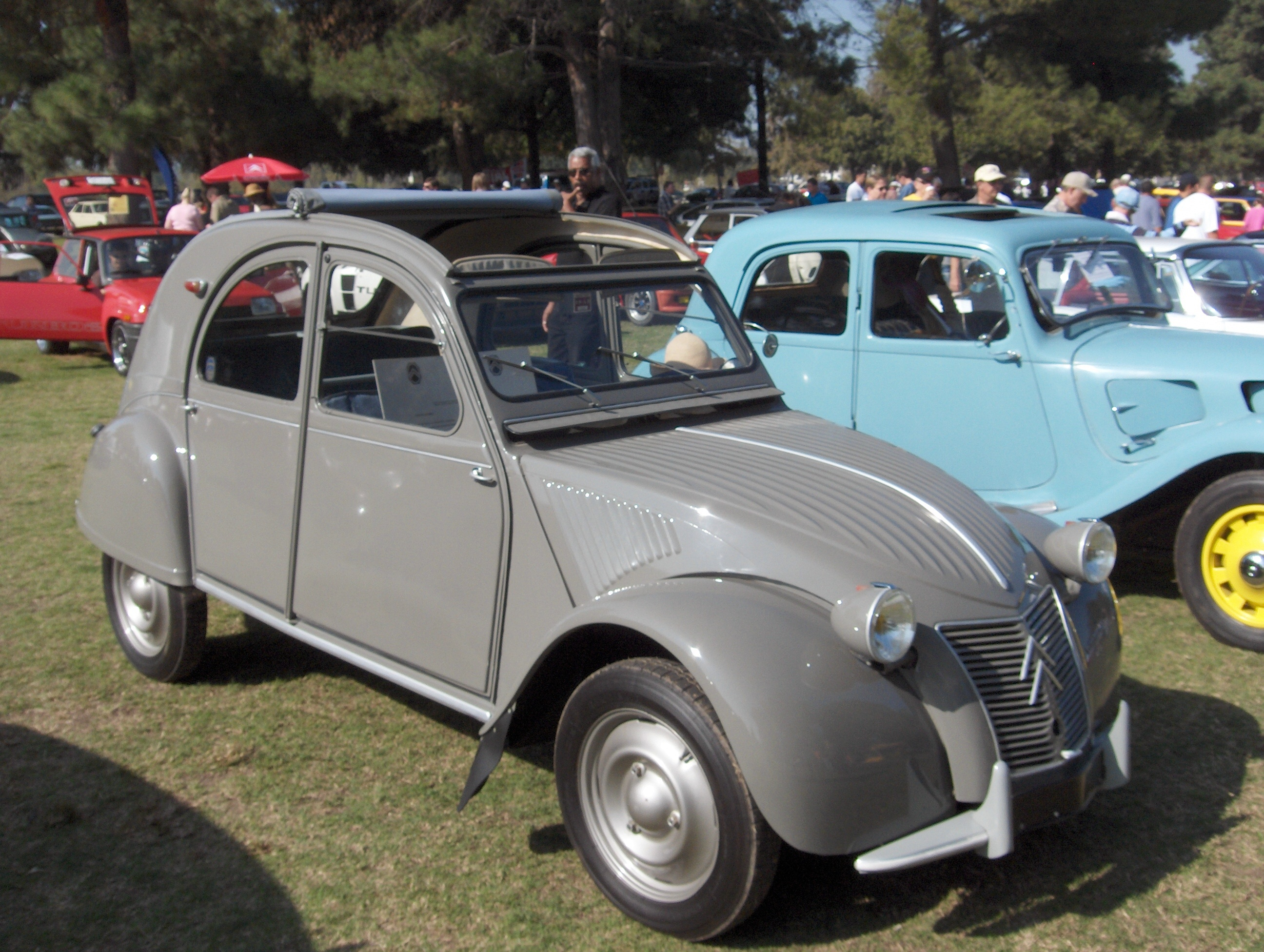
2CV
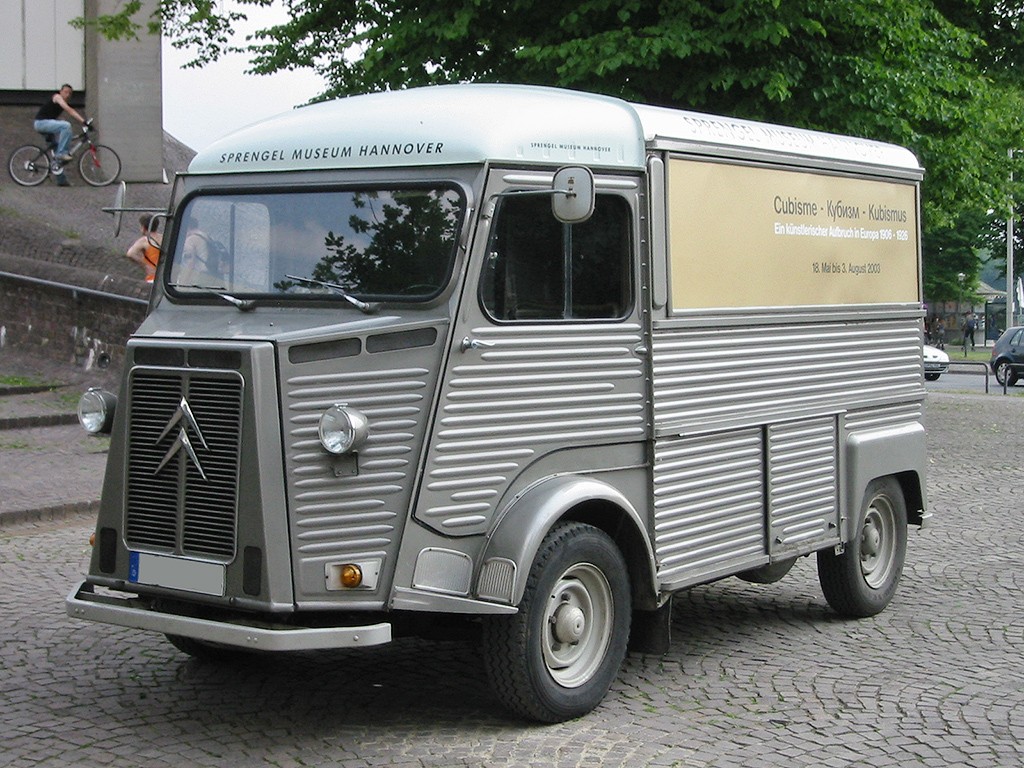
Citroën HY
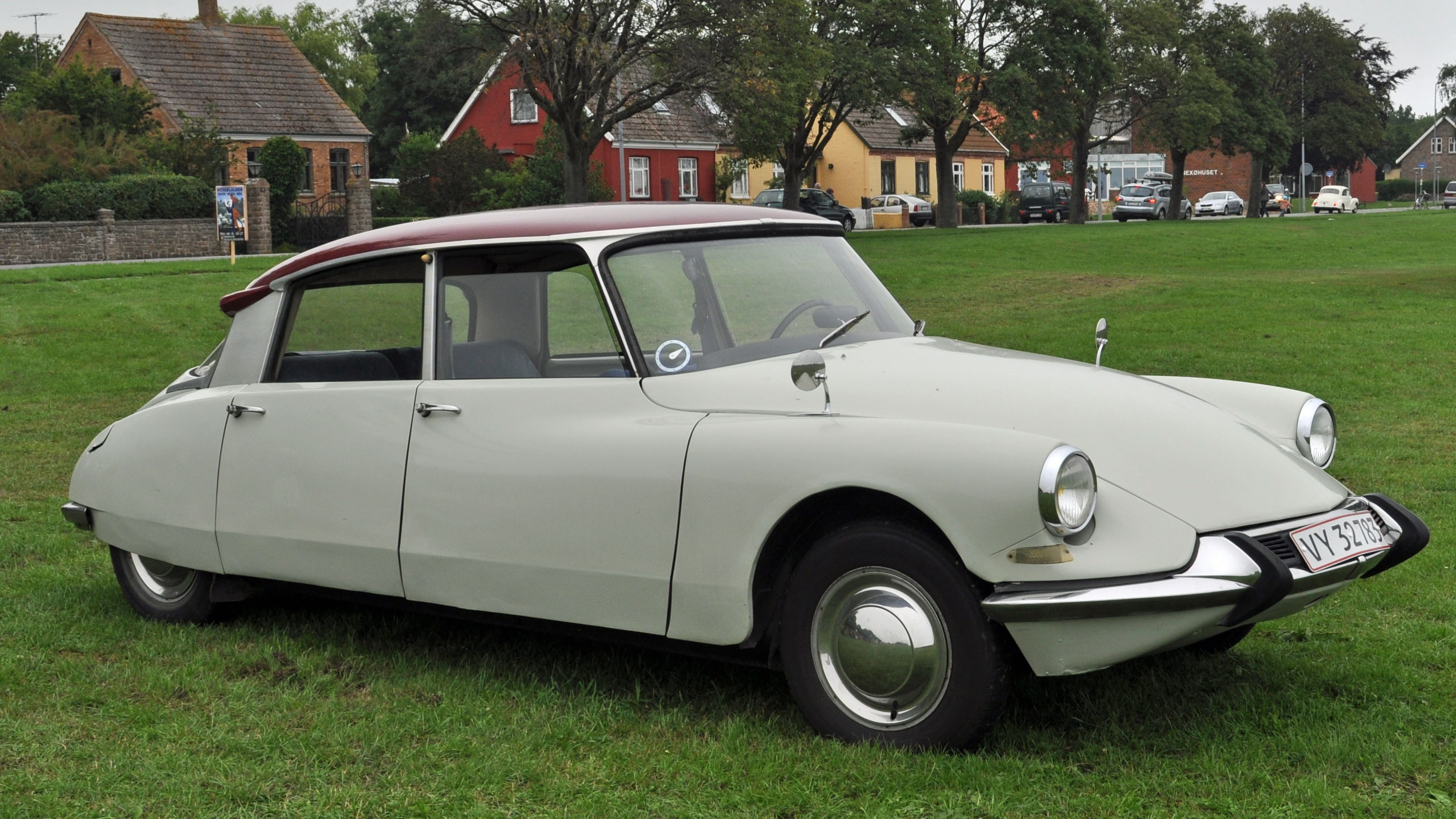
Citroën DS

1955 presenterades en av Citroëns mest typiska och framgångsrika modeller – DS. DS:en hade futuristisk design och exceptionellt modern teknik. Paul Magès var den som utvecklade Citroëns system med gashydralisk fjädring. Magès hade 1942 fått uppdraget av Pierre-Jules Boulanger att lösa problemet med bromsning och fjädring för modellen 2CV. DS:en gjorde succé vid premiärvisningen och blev snabbt en modern klassiker. Dessvärre krånglade den nya tekniken. På Paris-salongen i oktober 1956 introducerades den enklare Citroën ID19 som ersättare till Traction Avant-modellen. 
1958 öppnades en fabrik i spanska Vigo för tillverkning av skåpbilen 2CV fourgonnette. Ett incitament för etableringen var skattelättnader genom den frizon som skapats av den spanska staten. Vigofabriken har från 1970-talet och framåt utvecklats till en av de största fabrikerna inom PSA och idag Stellantis.

### 1960-talet
Citroën hade egendomligt nog bara två grundmodeller att erbjuda, där den ena var en enkel småbil och den andra en stor lyxig och tekniskt avancerad bil. För att fylla ut gapet något mellan dessa tog man fram modellerna Ami (1960) och Dyane (1967), som båda baserades på mekaniska delar från 2CV. Särskilt Ami blev en succé i hemlandet, men båda modellerna var egentligen för små och motorsvaga för att konkurrera med modernare familjebilar. I maj 1968 släpptes Citroën Méhari, en terränggående pick-up med fyra sittplatser.
1964 utsågs Robert Opron till ny chefsdesigner efter Bertonis bortgång. Opron låg bland annat bakom designen för Citroën SM och ledde arbetet med Citroën CX som blev hans sista projekt för Citroën. 1968 kom DS med en ny modern front som hade dubbla strålkastare, där de två inre följde rattens rörelser. För den nya formgivningen stod Bertoni. Specialversioner användes för den franske presidenten och DS:arna var ständigt återkommande som franska statsbilar; många av dessa tillverkades av karossmakaren Chapron.

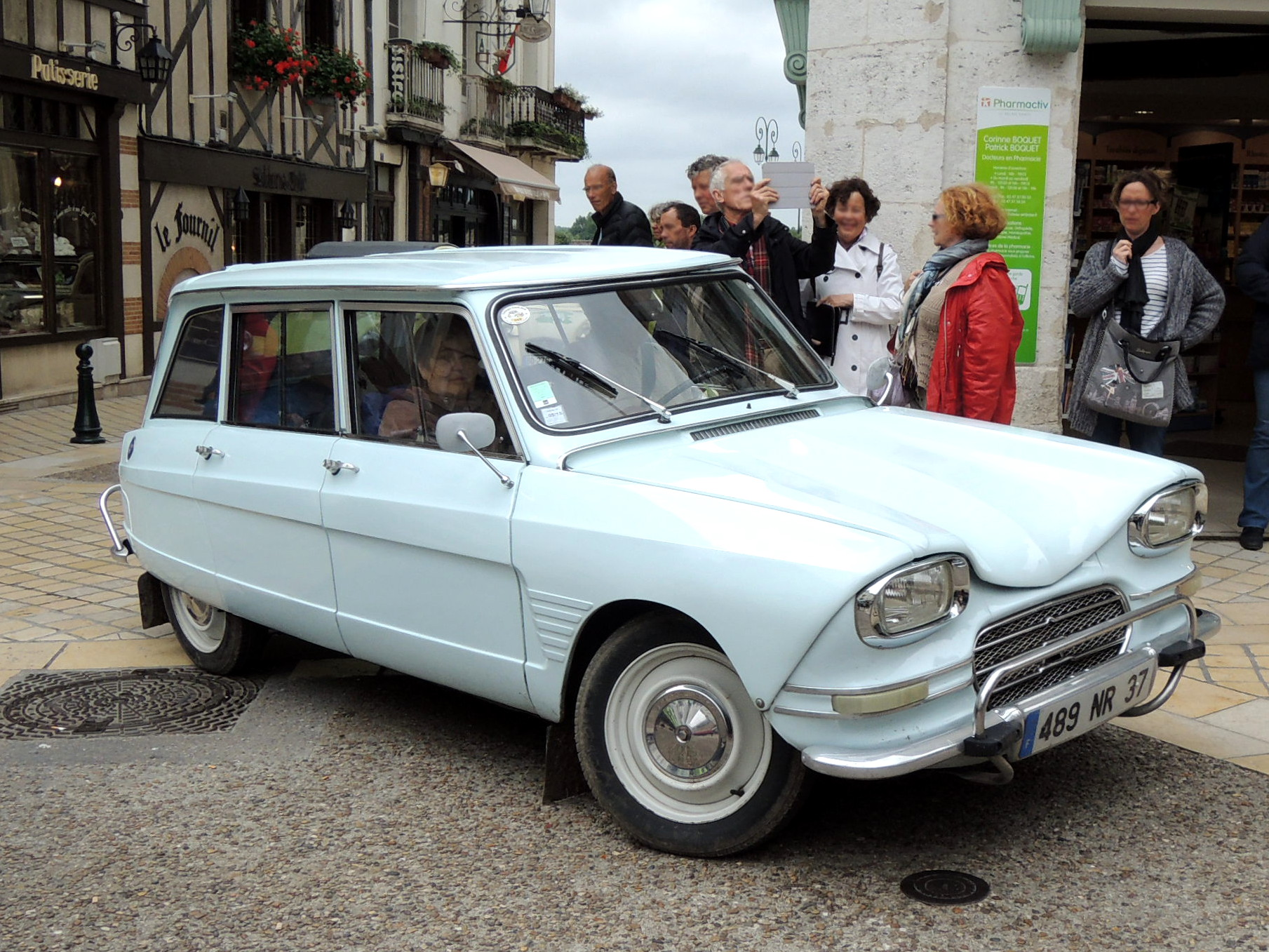
Ami
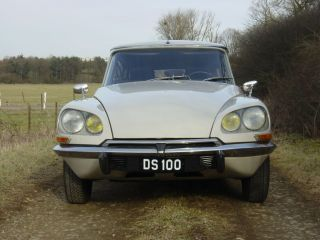
DS Pallas (1967)
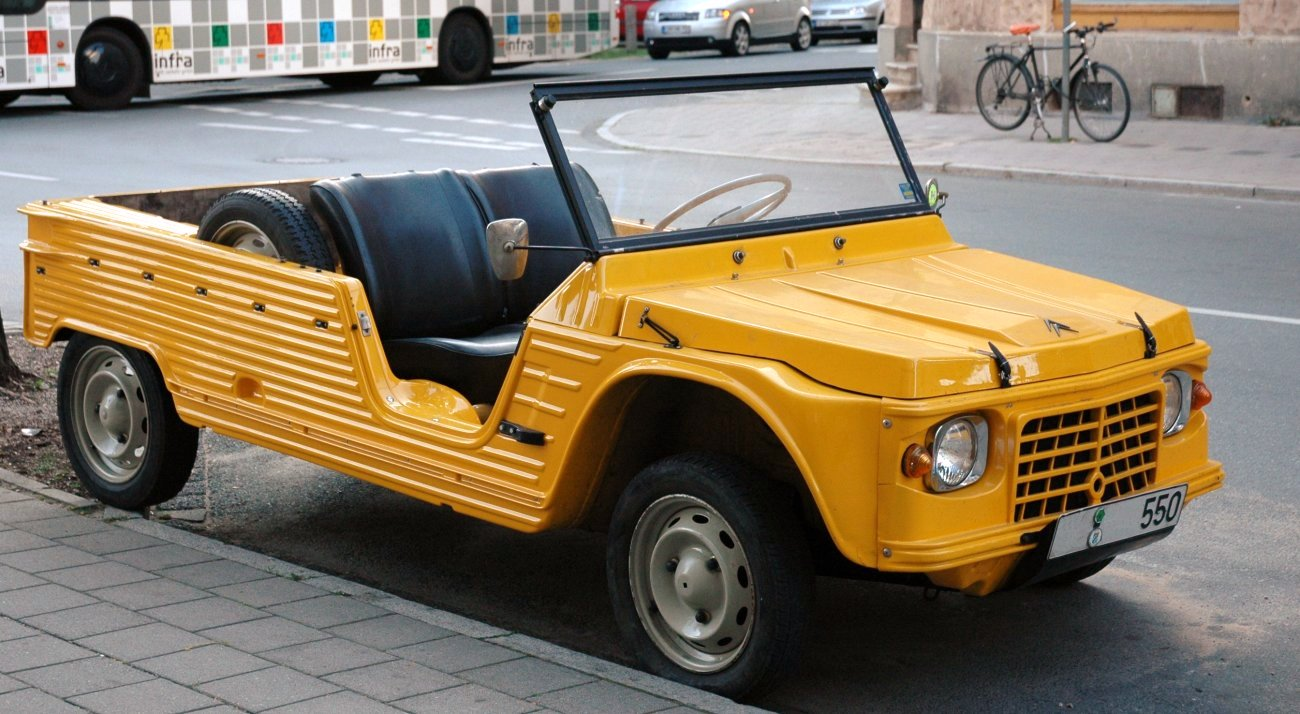
Citroën Méhari
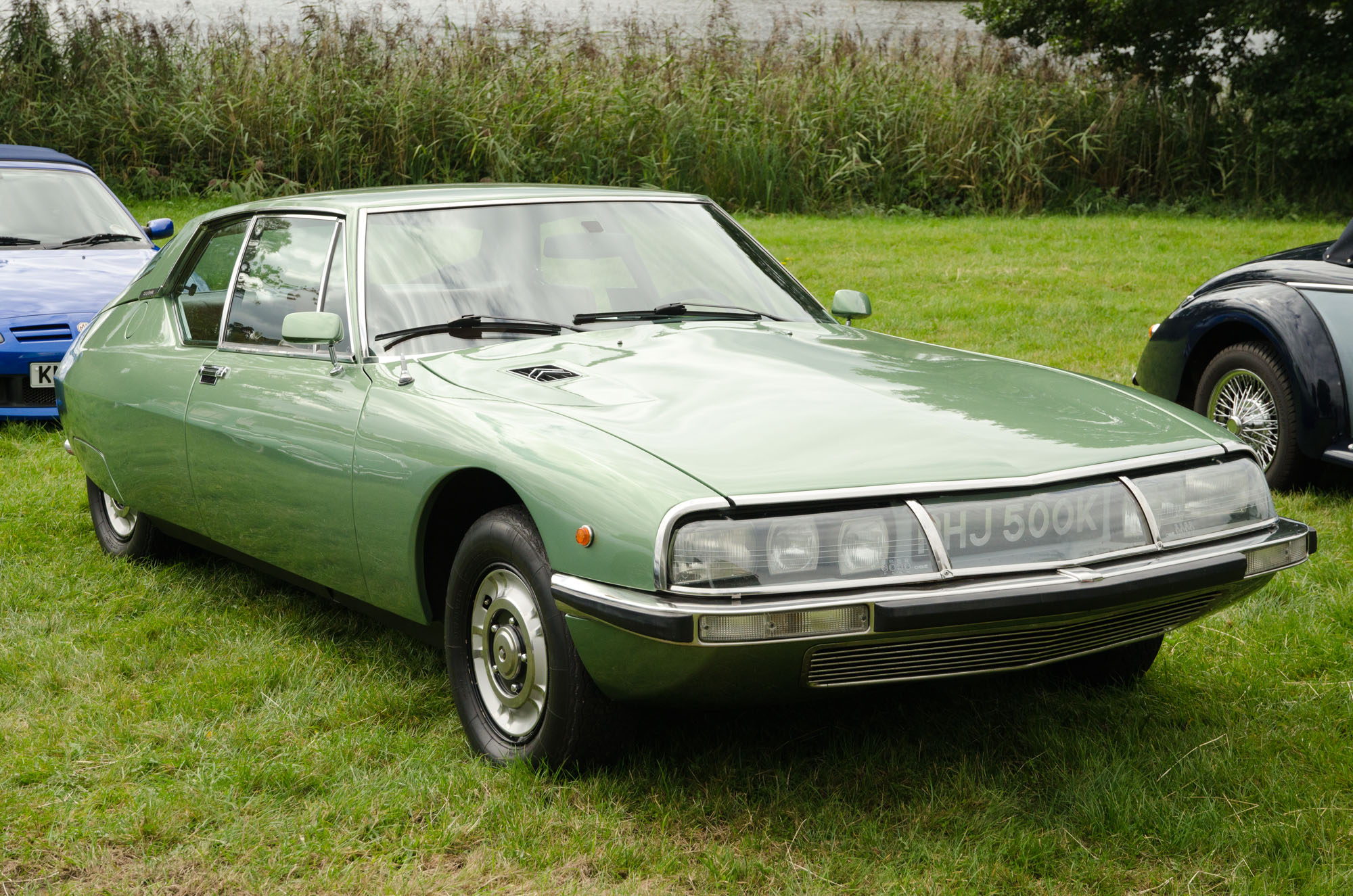
Citroën SM

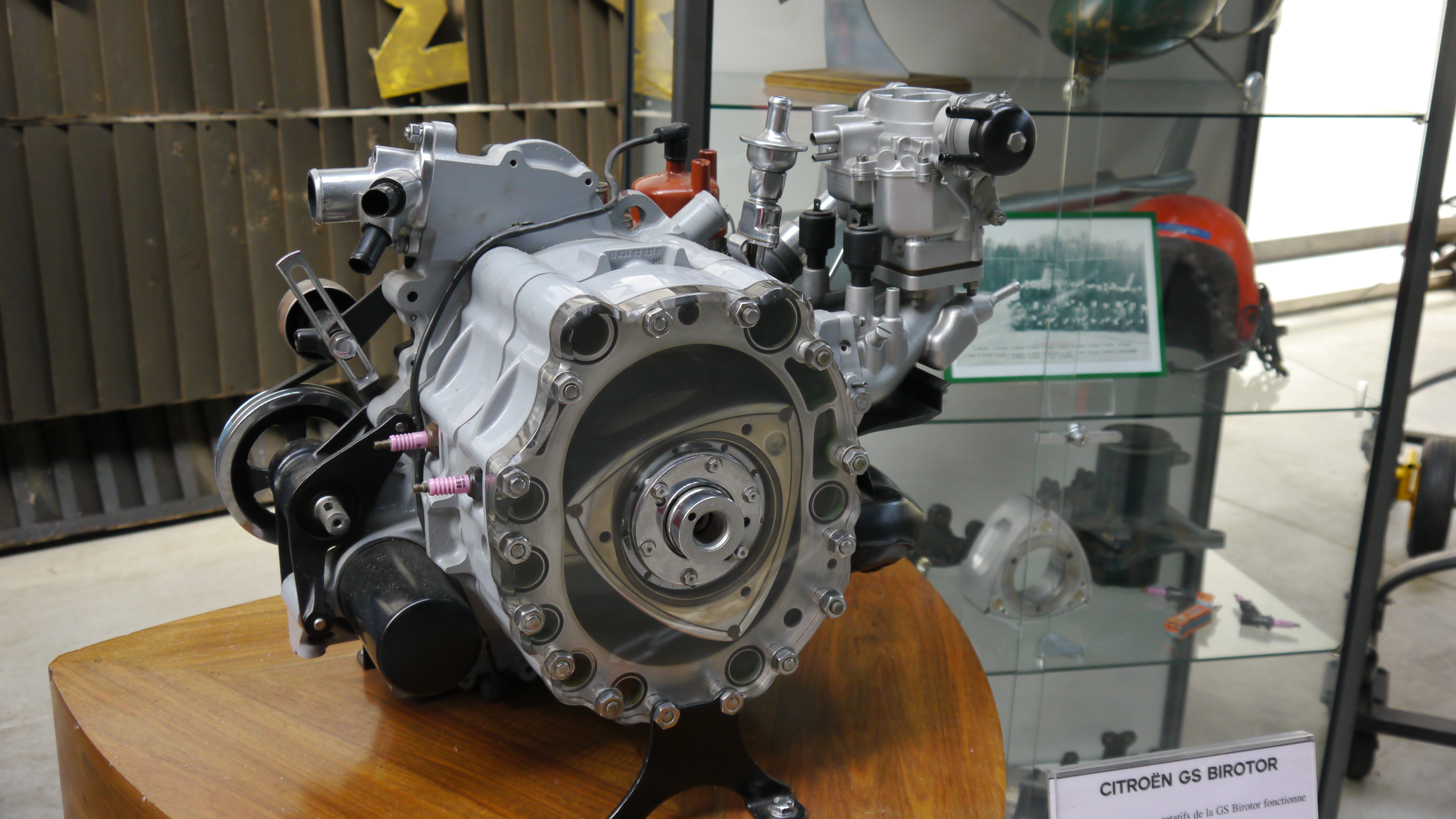
Birotor

Under 1960-talet gjorde Citroën flera strategiska fabriksetableringar, uppköp och överenskommelser under Pierre Bercots ledning. 1961 öppnade en ny fabrik i Rennes (Rennes-la-Janais) som tillverkade Ami 6 och senare GS och andra modeller i mellanklassen. 1964 ingicks ett avtal med NSU Motorenwerke AG om tillverkning av wankelmotorer i bolaget Comotor och en fabrik uppfördes i Altforweiler. Citroën inledde även ett helikopterprojekt där en wankelmotor användes. 1965 köptes Berliet och Panhard. 
1968 sa den franska regeringen nej till ekonomiskt stöd till Citroën. Under sommaren följde strejker som drabbade Citroën. Fiat blev istället samma år delägare då bolaget köpte 49 procent av Michelin. Ett holdingbolag med namnet Pardevi skapades med 51 procent av aktierna tillhörande Michelin och resterande Fiat. Samtidigt omorganiserades Citroën genom bildandet av Citroën SA som moderbolag för de tre bolagen Citroën, Berliet och Panhard. 
Det innebar även att Autobianchi såldes i Frankrike av Citroën-återförsäljare och Citroën såldes via Fiat i Italien. Pierre Bercots överenskommelse med Fiat kom som en stor överraskning efter månader av hemliga förhandlingar. Samarbetet med Fiat skapade även Project Y som byggde på plattformen för Fiat 127. Projektet skulle skapa en ny mindre modell som ersättare för Ami men avbröts när Fiat lämnade samarbetet och ägandet i Citroën. 
Citroën köpte in sig i italienska Maserati 1968 vilket gav företaget den extravaganta Citroën SM. SM-modellen var Citroëns dittills mest luxuösa och teknikspäckade bil, tänkt som en symbol för tekniska landvinningar och för att befästa företagets position som ledande inom högteknologiskt konstruerade bilar. Men satsningen gav samtidigt stora förluster. Claude-Alain Sarre utsågs till ny vd för Citroën efter Bercot 1968 men avgick redan 1970. François Rollier blev ny ordförande och vd för Citroën SA med Raymond Ravenel som vd för Automobiles Citroën.
1973 öppnades en ny fabrik i Aulnay-sous-Bois som tillverkade DS det första året och sedan Citroën CX. Här tillverkades senare mindre modeller som AX och Saxo. Produktionen i Aulnay lades ned 2014.

### 1970-talet
Det verkliga genombrottet i mellanklassen kom med GS ("Grande Serie"). För att spara pengar i utvecklingsarbetet användes befintlig teknik så mycket som möjligt. Därför byggdes en 4-cylindrig version av 2CV:s luftkylda motor. Samtidigt användes stora delar av hydraulsystemet från DS. En version med Wankelmotor (kallad Birotor) togs fram men Citroën hade stora problem med den avancerade wankelmotorn och tvingades återkalla bilarna. De flesta av de 847 byggda GS Birotor kom att skrotas. GS kom att tillverkas i stort antal och var en vanlig syn på europeiska vägar under sjuttiotalet. GS bytte så småningom namn till GSA, i samband med att den fick en något starkare motor, 5-växlad låda och riktig halvkombibaklucka.

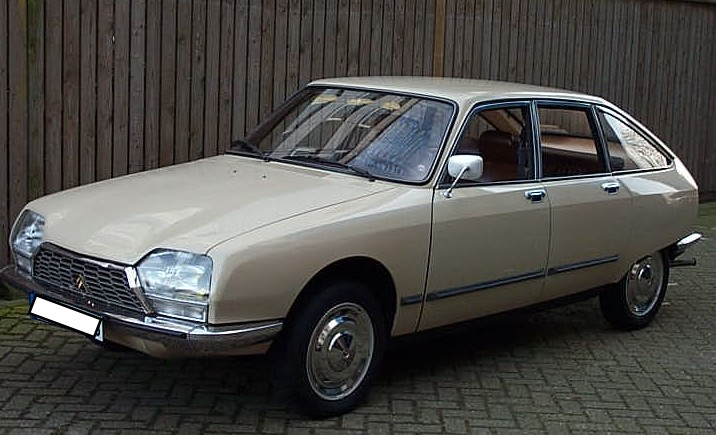
GS
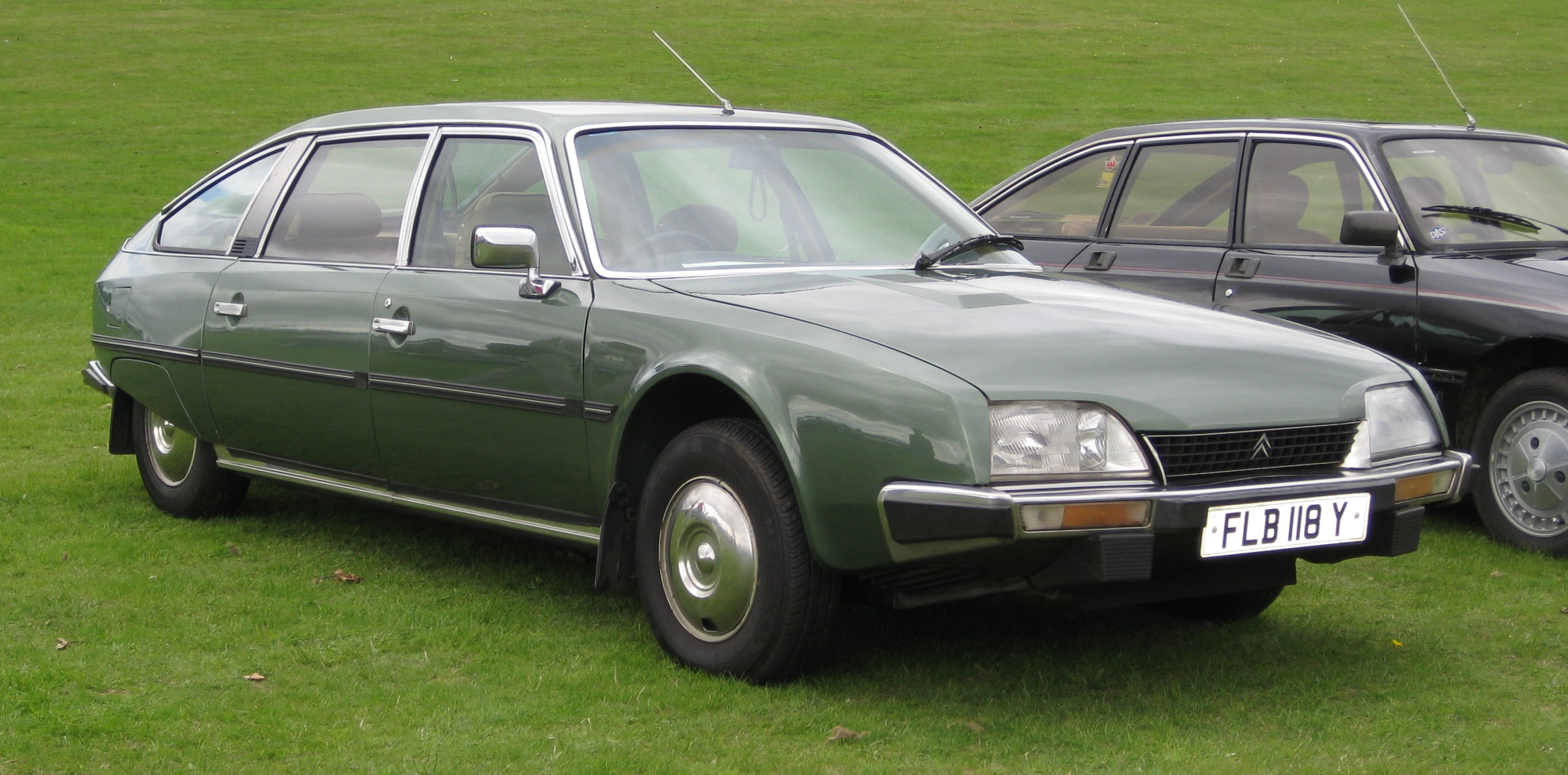
Citroën CX Prestige
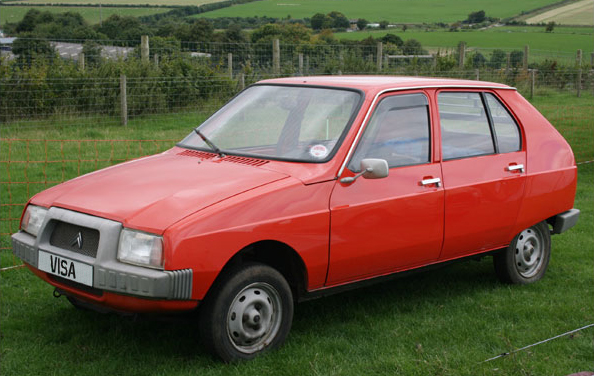
Citroën Visa
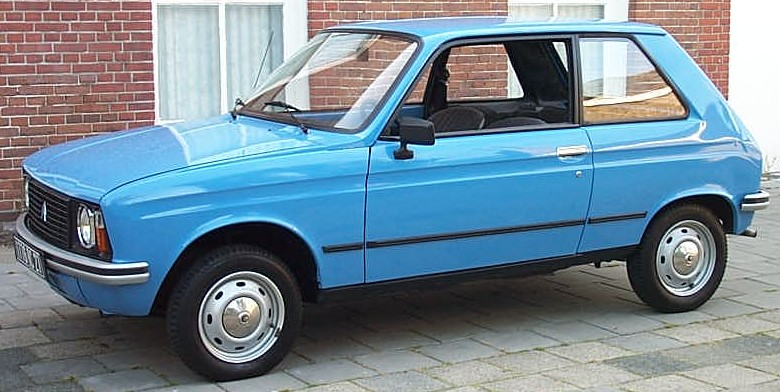
Citroën LN

### Peugeot tar över
Samarbetet med Fiat blev inte vad parterna önskat och 1973 sålde Fiat tillbaka sin andel till Michelin. Projekten med GS Birotor och SM samt oerhörda utvecklingskostnader för GS och CX gav Citroën stora ekonomiska problem. Stora resurser hade också lagts på att utveckla servosystemet Diravi och en ny förbättrad fjädring på CX. Detta gjorde att Citroën efter presentationen av modellen CX var bankrutt. Samtidigt kunde Citroën fira framgångar när både GS (1971) och CX (1975) utsågs till Årets bil i Europa.
1974 gick den franska staten in som finansiär med kravet på ett ägandet skulle förbi franskt vilket bäddade vägen för Peugeots övertagande. För den franska staten gällde det också att rädda arbetstillfällen. Vid den här tiden hade Citroën 22 fabriker runt om i Frankrike med 57 000 anställda. 1974 inleddes ett samarbete med Peugeot som köpte 38,2 procent av Citroën. Renault fick i samma uppgörelse ta över Berliet och slå samman det med Saviem i det nya bolaget Renault Véhicules Industriels.  1976 tog Peugeot över helt med 89,95 procent av bolaget. Nu blev Citroën en del av Peugeot (1991–2016 under namnet PSA Peugeot Citroën). 1975 såldes Maserati till De Tomaso och samma år lades tillverkningen av DS:en ner och ersattes av den nya stora modellen CX.
1976 inleddes ett samarbete med rumänska staten i det gemensamma bolaget Oltcit. Samarbetet innebar att modellen Oltcit Club togs fram för den östeuropeiska marknaden och att en helt ny fabrik uppfördes i Craiova med hjälp av Citroëns kompetens. 1978 återknöts banden mellan Fiat och Citroën genom samarbetet mellan PSA och Fiat. I bolaget Sevel började lätta lastbilar att tillverkas.

### 1980-talet
Efter GS/GSA kom modellen BX som ersättare. Namngivningen av modellerna blev mer konsekvent, med AX, BX och CX i olika storleksklasser. BX var liksom föregångaren försedd med gashydraulisk fjädring, men i övrigt var tekniken hämtad från koncernsyskonen hos Peugeot. Även om tekniken under skalet var lite mer konventionell, fick bilen en del ovanliga detaljer, t.ex. att bagageluckan och motorhuven tillverkades i plastmaterial för att spara vikt. BX erbjöds med fler motoralternativ än GS och GSA hade haft. Nu fanns även dieselmotorer och lite kraftigare bensinmotorer med fyrventilsteknik. 

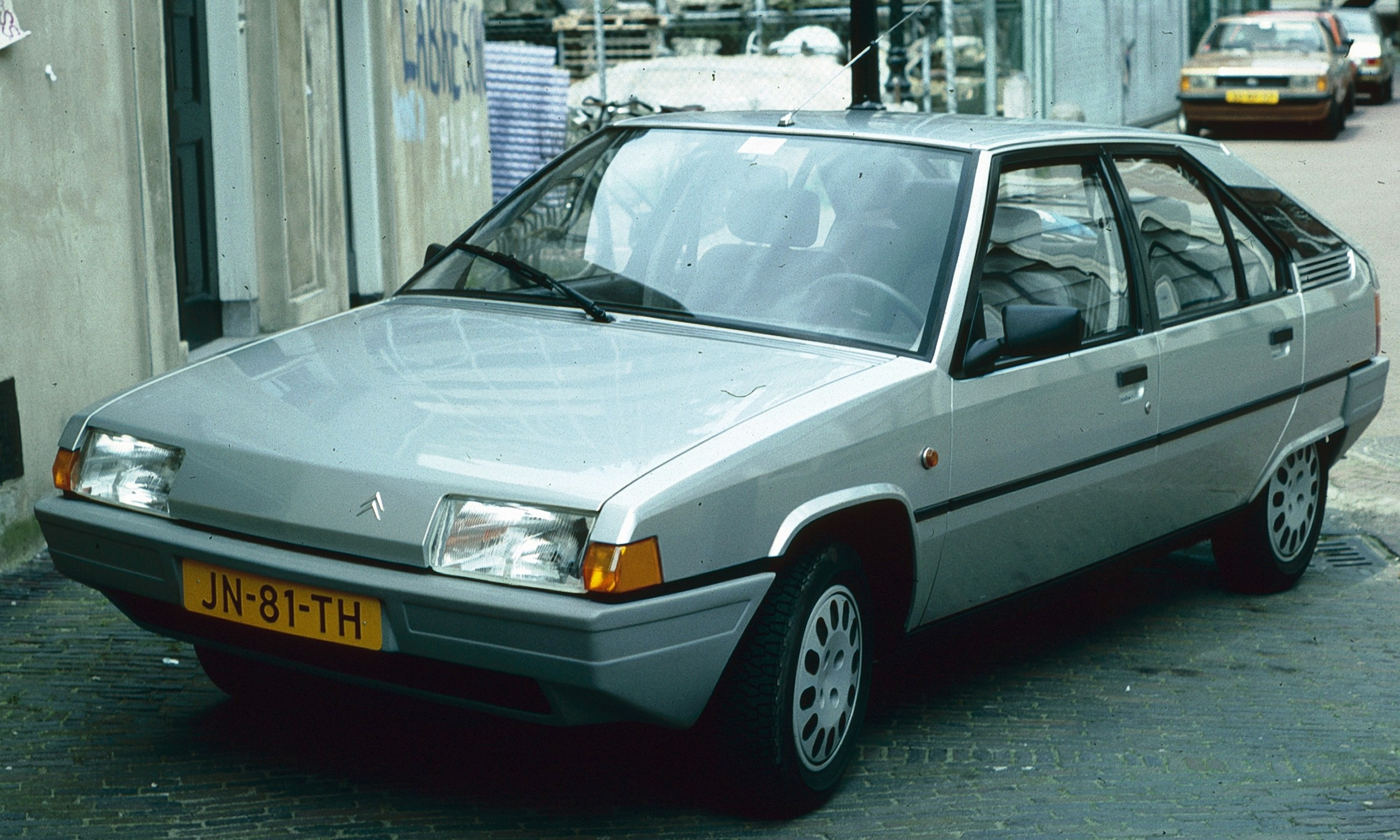
Citroën BX
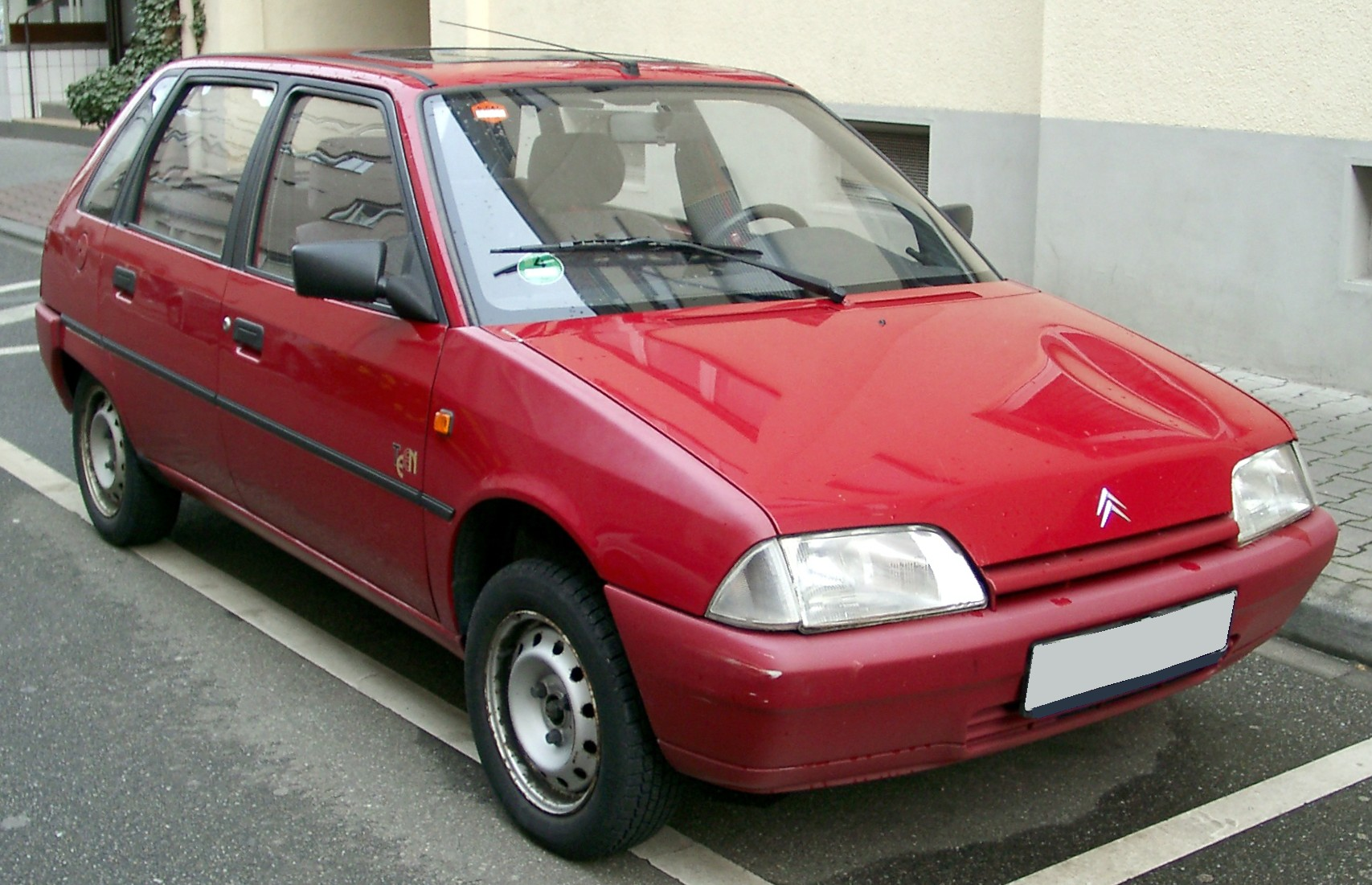
Citroën AX
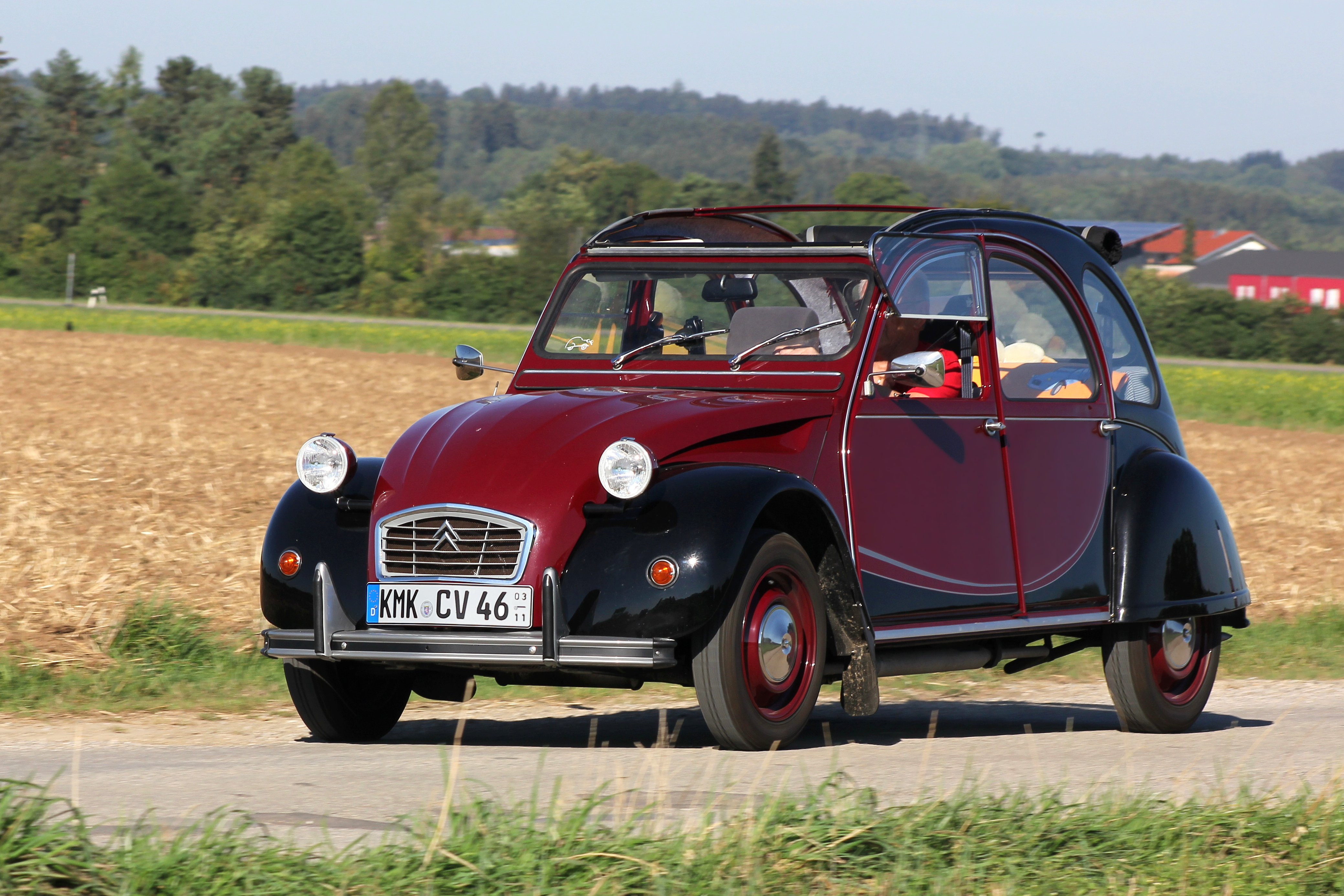
Citroën 2 CV Charleston

AX-modellen ersatte Citroën Visa som företagets minsta bil. Den var konventionellt uppbyggd för en småbil utan några märkestypiska tekniska lösningar. Parallellt med denna modell fortsatte även 2CV och Dyane att tillverkas, men de hade med sin ålderdomliga konstruktion mer en nostalgisk målgrupp. Tillverkningen av 2CV i Frankrike upphörde 1988 och flyttades till Portugal. Produktionen lades slutligen ned 1990, till följd av alltmer restriktiva krav avseende avgasrening och krocksäkerhet.
Citroën Axel som presenterades 1985 började utvecklas under namnet Voiture Diminuée i början av 1970-talet som den modell som senare skulle bli Visa, men efter samgåendet med Peugeot 1976 valdes en bottenplatta från Peugeot 104. I och med användes VD-konstruktionen användes istället av rumänska företaget Oltcit som började tillverka modellen Citroën Axel på licens med produktionsstart 1981.
Från 1980-talet och framåt tillverkade karosserifirman Heuliez flera modeller för Citroën, framförallt kombiversioner av bland annat BX och Xantia.

### 1990-talet
Citroën CX slutade tillverkas 1990 och ersattes av Citroën XM som företagets flaggskepp. XM:en hade de klassiska Citroën-delarna med stor vikt lagd vid teknik och komfort. 1993 presenterades Citroën Xantia som efterträdare till BX. Xantia var den sista Citroënmodellen som använde ett gemensamt hydrauliksystem för fjädring, bromsar och styrning. 
1992 bildades Dongfeng Peugeot-Citroën Automobile. Bolaget tillverkar varianter av Peugeot- och Citroënmodeller anpassade för den kinesiska marknaden. 

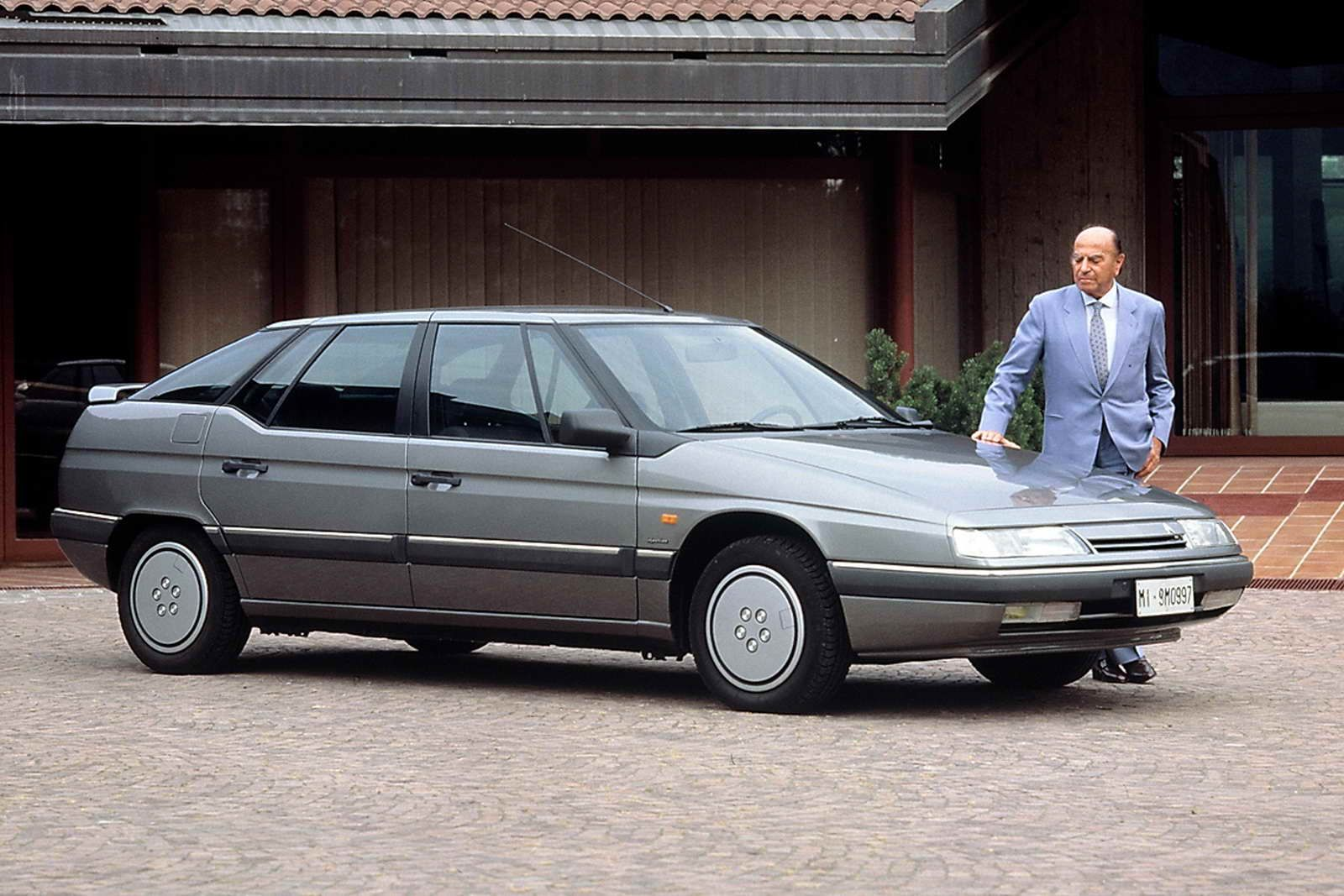
Citroën XM
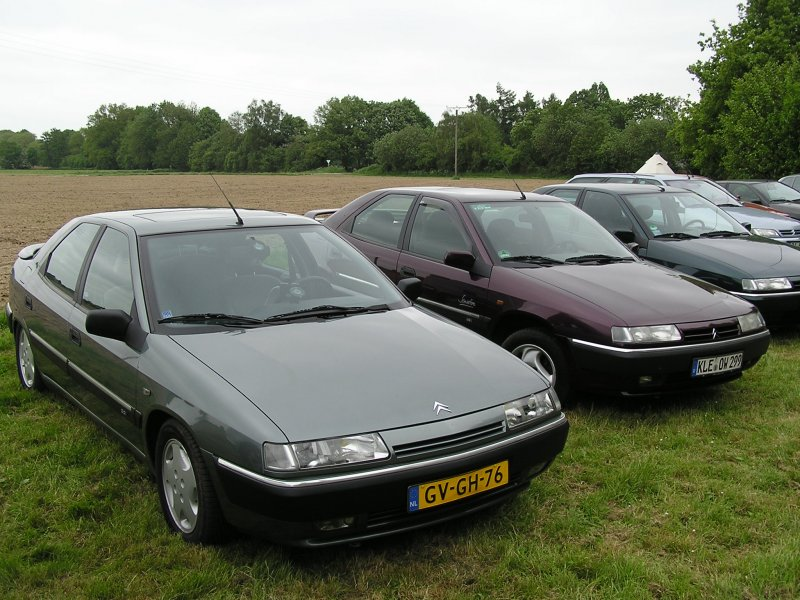
Citroën Xantia
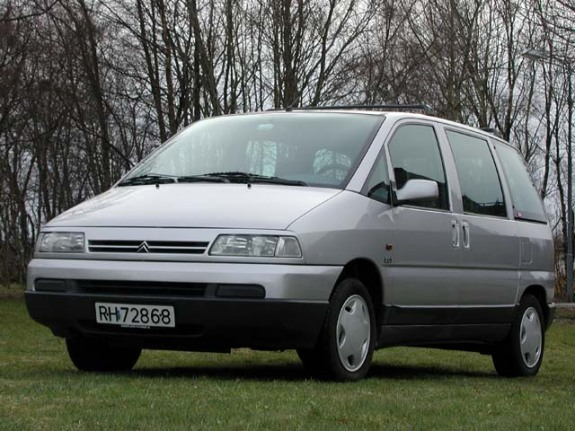
Citroën Evasion

1994 börjar den lätta lastbilen Citroën Jumper att tillverkas. Citroën Jumper kom till i samarbete med Peugeot och Fiat. Minibussen Citroën Evasion togs även den fram tillsammans med Fiat, Lancia och Peugeot i det så kallade Eurovansamarbetet. Den är syskonmodell till Peugeot 806, Fiat Ulysse och Lancia Zeta. Tillverkningen av både Jumper och Evasion och efterföljande modeller sker genom bolaget Sevel.
Citroën XM tillverkades fram till 2000 men fick till att börja med ingen efterträdare. Citroën hade då inriktat sig alltmer på enklare modeller där Citroëns prestigemodell ersattes av Citroën C5. Med C5 infördes en rad förbättringar, bland annat en ny hydraulvätska, LDS, till gasfjädringen.

### 2000-talet

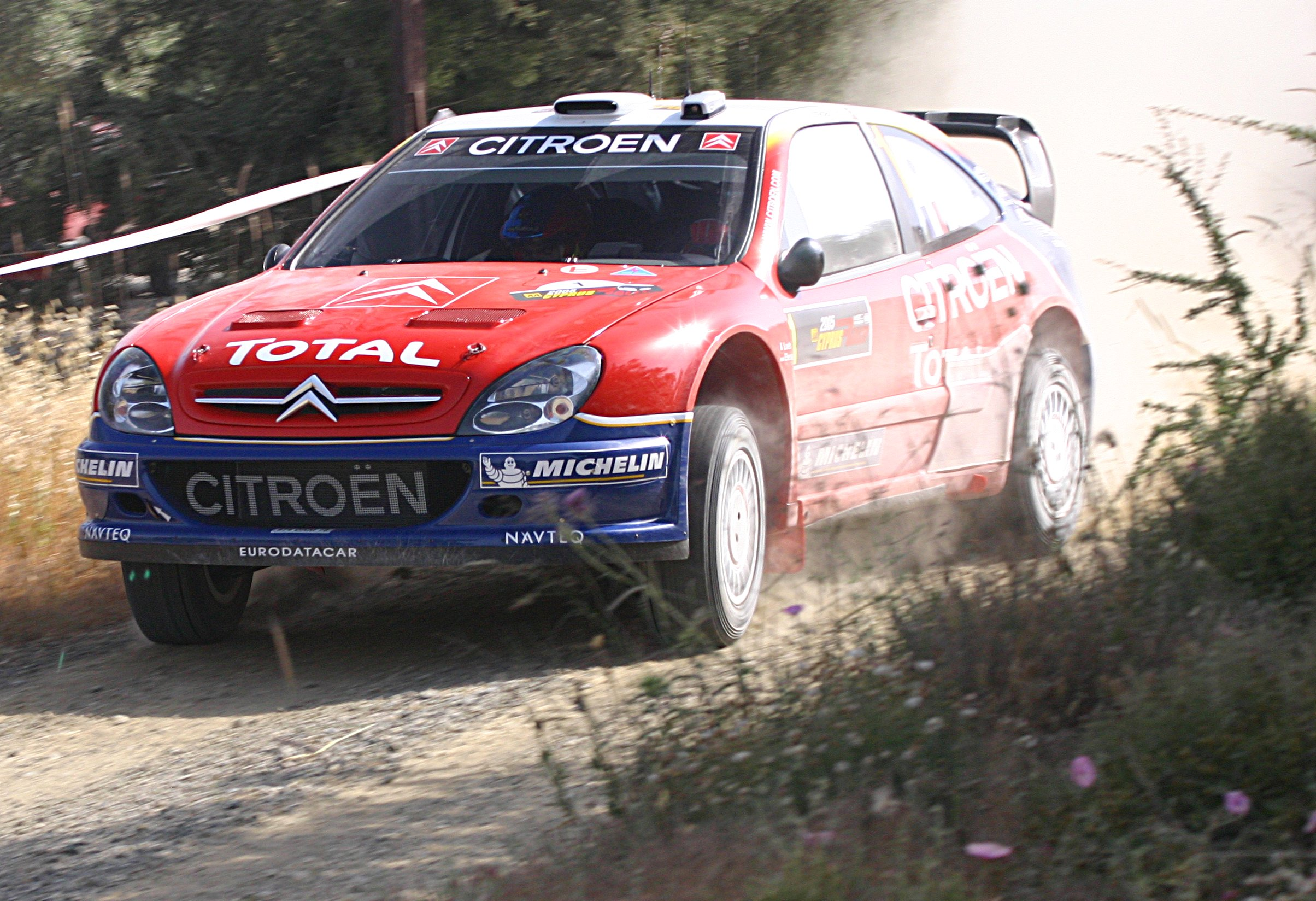
Sébastien Loeb

2001 skapades en samling, le Conservatoire, med 300 av företagets bilar i Aulnay-sous-Bois. 2024 stängdes verksamheten ned.
Citroën vann Rally-VM med Sébastien Loeb som förare nio år i rad 2004–2012 med Citroën Xsara (2004–2006), Citroën C4 (2007–2010) och Citroën DS3 (2011–2012). Citroën tog även hem konstruktörsmästerskapet i Rally-VM 2004–2005 och 2008–2012).

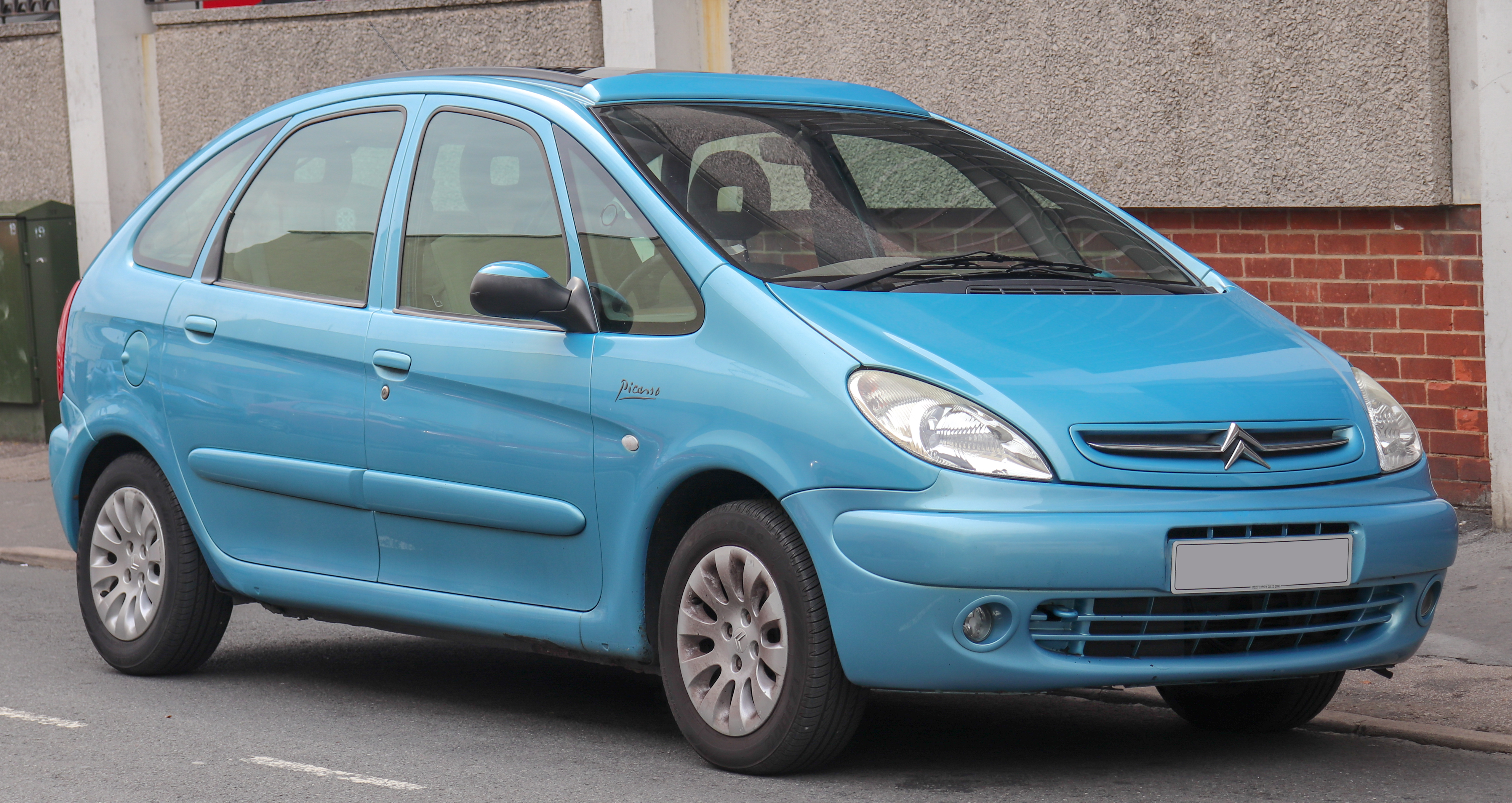
Citroën Xsara Picasso
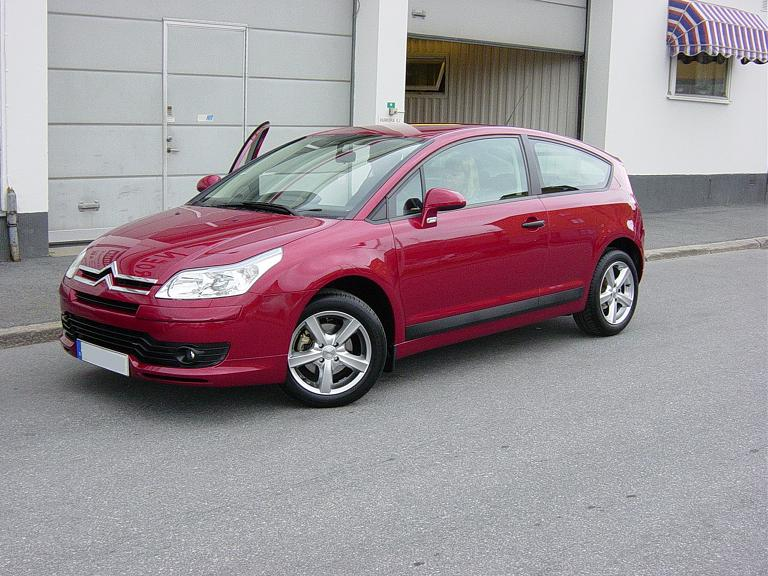
Citroën C4 Coupé
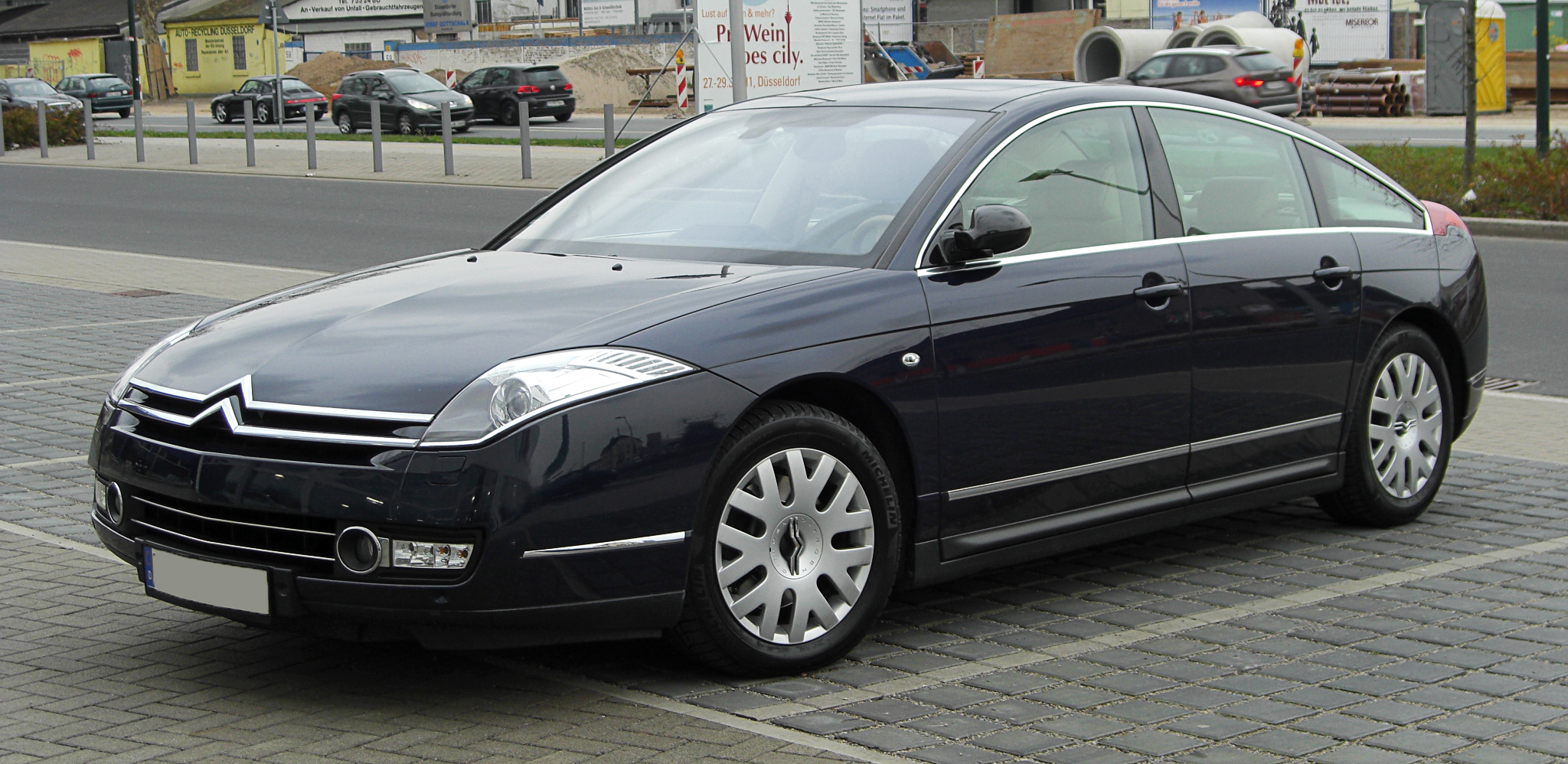
Citroën C6 Sedan

2005 kom så äntligen åter en ny stor Citroën-modell då tillverkningen av Citroën C6 startade.

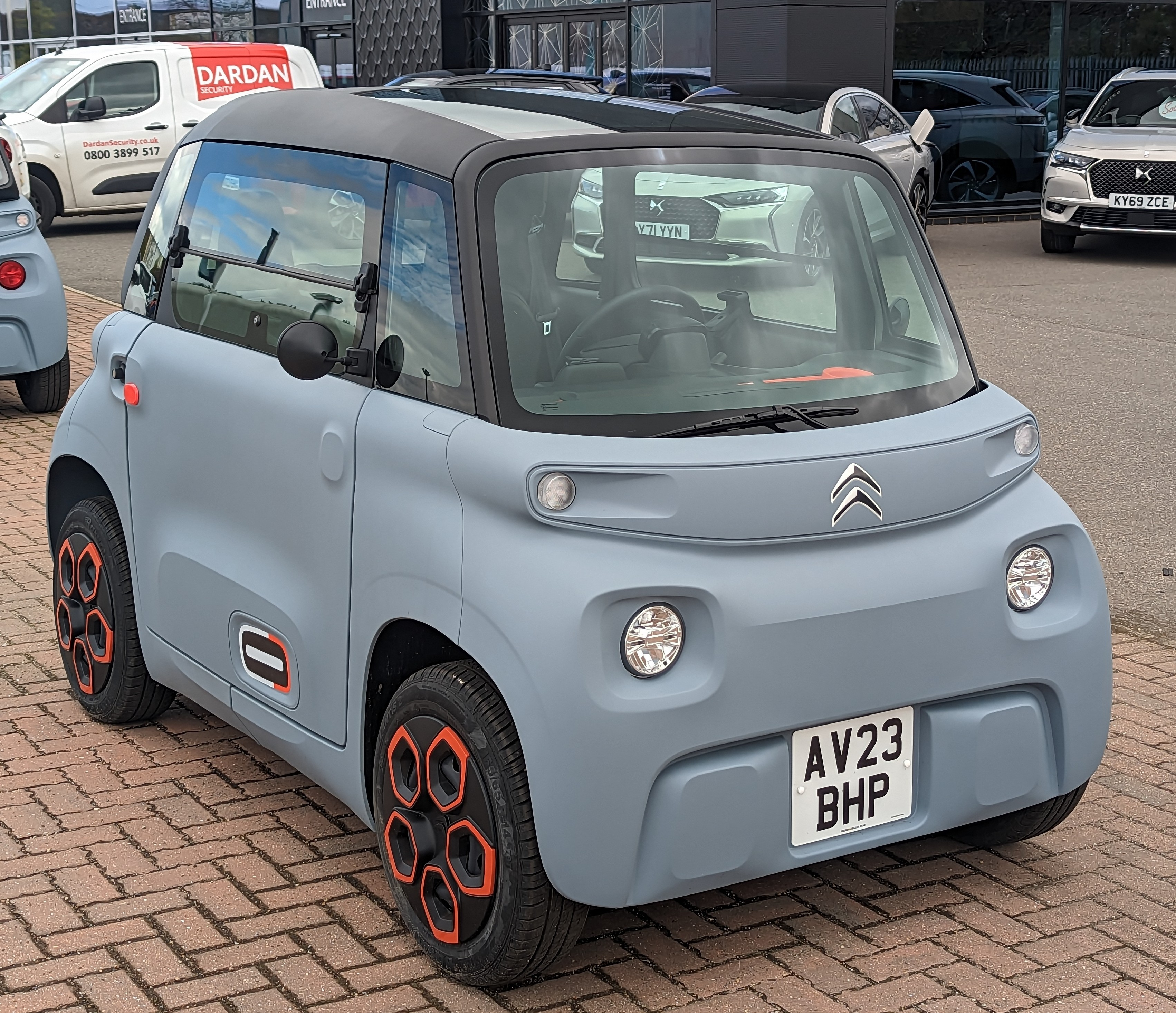
AMI

2010 lanserades den första elbilen C-Zero. 2015 lanserades E-Méhari. 2017 lanserades den första SUV-modellen, C3 Aircross. Satsningen på elbilar har fortsatt med bland annat småbilen AMI. Stellantis har också startat tillverkning av batteridrivna Citroën ë-C4 i fabriken i Madrid.
2015 upphörde Citroën med sin gashydrauliska fjädring som infördes på 1950-talet. Den sista modellen med systemet var Citroën C5. Med C5 övergavs det integrerade hydraulsystemet för bromsar och styrning som Citroën använt sedan 1955. Kostnadsskäl angavs som främsta anledning. Bland annat är det en fördel att man kan använda samma komponenter som i andra modeller inom koncernen.

## Uttal
På franska uttalas bilmärket /sitråänn/. Prickarna över e:et (trema) markerar att e:et inte skall uttalas som ett nasalljud, samt att det efterföljande n:et ska uttalas som ett vanligt n-ljud. Flertalet svenskar uttalar dock Citroën /sitråäng/ med eller utan nasalljudsändelse. På vardaglig svenska kallas Citroën-bilar ofta cittror. Vill man undvika språkförbistring kan man dock utan problem använda smeknamnet cittra (plural cittror). Ett mindre populärt smeknamn är "sitt-å-träng".

## Tillverkningsorter
Fabriker i Stellantis som tillverkar Citroën.

### Frankrike
- Mulhouse, tillverkar modell C4

### Europa utanför Frankrike
- Kolín, Tjeckien

Samarbete med Toyota
- Trnava, Slovakien
- Val di Sangro, Italien (Sevel Spa)

Samarbete med Fiat-koncernen. Fabriken tillverkar Citroëns lätta lastbilar.
- Madrid, Spanien

Tillverkar C3 och Xsara
- Vigo, Spanien (1958–)

Tillverkar Xsara Picasso
- Mangualde, Portugal (1962–)

Tillverkar Citröens mindre nyttofordon.

### Världen utanför Europa
- Dongfeng Peugeot-Citroën Automobile – Economic & Technological Development Zone 430015, Kina

Tillverkar Fukang (ZX)
Elysee (ZX) Sedan
Xeara  (Xsara)
Picasso (Xsara Picasso)
Triomphe (C4) Sedan 4802mm lång

## Citroëns fordonsprogram

### Personbilar
(Introduktionsår inom parentes)

- Ami
- Axel (1984–1990)
- AX (1986–1997)
- Citroën Berline 7 (1934)
- Citroën Berline 11 (193?)
- Citroën Berline 15 (193?)
- Berlingo
- BX
- C-Crosser 2007–
- CX (1974–1989)
- 2CV (1948–1990)
- C1 (2005)
- C2 (2003)
- C3 (2002)
- C4 (2004)
- C5 (2001)
- C6 (2006)
- C8 (2003)
- C15
- Dyane
- DS (1955–1975)
- DS3 (2010)
- DS4 (2011)
- DS5 (2011)
- DS5 LS (2014)
- DS6 WR (2014)
- GS
- GS Birotor (1974–1975)
- GSA
- H Van/Citroën HY (1947–1981)
- ID
- Jumpy
- Jumper
- Citroën LN
- LNA
- Méhari
- Saxo
- SM (1970–1975)
- Traction Avant (1934–1956)
- Visa (1978–1988)
- XM
- Xantia (1993–2000)
- Xsara
- ZX

### Lastbilar
- P45 (1934–1953)
- P46
- Citroën U23
- Belphegor

### Bussar
- Citroën CH14 Currus
- Citroën Heuliez C35 (1978)
- Citroën Jumper
- Citroën Typ C6 L (1931)
- Citroën Typ 23 bus (1930-talet)
- Citroën Typ 46 DP UADI
- Citroën Typ 32B (1935)
- Citroën Typ C6 G1 (1932–1933)

### Konceptbilar
- Citroën Traction Avant 22CV
- Citroën G Van
- Citroën Prototype C eller Coccinelle
- C-60
- Project F
- Mini-Zup (1972)
- Citroën GS Camargue (1972)
- Citroën 22CV Pop (1973)
- Citroën Prototype Y
- Citroën C44 (1980)
- Citroën Karin (1980)
- Xenia (1981)
- Eco 2000 (1984)
- Eole (1986)
- Citroën Zabrus Bertone Concept car (1986)
- Citroën Activa (1988)
- Citroën Activa II (1990)
- Citella (1992)
- Xanae (1994)
- Osmose
- Tulip (1995)
- C3 Lumière (1998)
- Citroën C6 Lignage (1999)
- Osée Pininfarina
- Pluriel (1999)
- C-Crosser (2001)
- C-Airdream (2002)
- C-Airlounge (2003)
- C-SportLounge (2005)
- Citroën C-Airplay (2005)
- C-Buggy (2006)
- C-Métisse (2006)
- Numero-9 (2009)
- Metropolis (2009)

## Personer
- André Citroën
- Flaminio Bertoni
- Robert Opron